# Reguengos de Monsaraz
Reguengos de Monsaraz község és település Portugáliában, Évora kerületben. A település területe 464 négyzetkilométer. Reguengos de Monsaraz lakossága 10828 fő volt a 2011-es adatok alapján, melyből városlakó 7308 fő. A településen a népsűrűség 9,6 fő/négyzetkilométer. A település jelenlegi vezetője Victor Manuel Barão Martelo. A község napja minden évben június 13-án van. 

A község a következő településeket foglalja magába, melyek:
- Campo e Campinho
- Corval
- Monsaraz
- Reguengos de Monsaraz

## Fordítás
Ez a szócikk részben vagy egészben  a   Reguengos de Monsaraz című angol Wikipédia-szócikk ezen változatának fordításán alapul.  Az eredeti cikk szerkesztőit annak laptörténete sorolja fel. Ez a jelzés csupán a megfogalmazás eredetét és a szerzői jogokat jelzi, nem szolgál a cikkben szereplő információk forrásmegjelöléseként.